# Младост 1
«Младост 1» (болг. Младост 1, укр. Молодість 1) — спільна станція Першої та Четвертої ліній Софійського метрополітену, розташована між станціями Мусагеница та Младост 3.
Станція розташована на розі бульвару Андрія Сахарова з вулицею Єрусалиму в житловому районі «Младост 1» на місці старого ринку. 
Однопрогінна станція мілкого закладення, з двома береговими платформами. Довжина платформи — 102 м. Станційний зал платформи виконаний в блакитних і жовтих тонах. Над платформами розташовані сірі панелі, що відбивають світло. Станція має два підземних вестибюля, пов'язаних із підземними переходами на перехресті. Після станції є розгалуження лінії:
- У бік аеропорту Софії, лінія діє з 2 квітня 2015
- У бік житлового району «Младост»-4.